# 道宝
道寶（どうほう、建保2年（1214年）- 弘安4年8月7日（1281年9月21日））は鎌倉時代の真言宗の僧。左大臣・九条良輔の子。母は律師・玄季の娘。安祥寺殿を号し、福岡僧正と呼ばれた。

## 経歴
若くして勧修寺の成宝のもとで出家、慈尊院の栄然に灌頂を受ける。嘉禄3年（1227年）5月23日に一身阿闍梨に補任。安祥寺に住み良瑜の法をついだ。勧修寺長吏を経て、貞永元年（1232年）4月6日、法眼に叙せられ、嘉禎2年（1236年）3月19日に権大僧都に任ぜられた。嘉禎4年（1238年）5月28日には法印に叙せられ、文永5年（1268年）正月14日、権僧正となる。同年6月に法務に補され、文永10年（1273年）7月28日に祈雨に法験があって僧正に転じた。建治3年（1277年）正月12日、伊勢神宮に参籠して異国（元）の降伏を祈った。東寺長者や後宇多天皇の護持僧などを務める。建治4年（1278年）正月14日に大僧正となり、同年6月に大安寺別当、弘安4年（1281年）3月15日に東大寺別当を務めた。同年8月7日に68歳で入寂。